# Klistina
Klistina – wieś w Estonii, w prowincji Võru, w gminie Meremäe.